# Sevier-Gebirgsbildung
Die Sevier-Gebirgsbildung war einer der herausragenden Abschnitte im Gebirgsbildungsprozess des westlichen Nordamerikas. Ihr Einflussbereich erstreckte sich von Kanada im Norden bis nach Mexiko im Süden. Ihre namensverleihende Typlokalität liegt im Gebiet des Sevier River in Utah, ihr zeitlicher Rahmen erstreckt sich von circa 140 Millionen Jahren BP (Unterkreide) bis 50 Millionen Jahre BP (Unteres Eozän). Der Sevier-Gebirgsbildung waren mehrere bedeutende orogene Bewegungen vorausgegangen, so zum Beispiel die Nevadische Gebirgsbildung, die Sonomische Gebirgsbildung und die Antler-Gebirgsbildung. Sie ist nur sehr schwer von der nachfolgenden orogenen Phase, der Laramischen Gebirgsbildung, abzugrenzen, mit der sie sich räumlich und zeitlich überlappt.
Die Sevier-Gebirgsbildung ist ein Beispiel für die Auswirkungen konvergenter Plattengrenzen, die Ursachen für die orogenen Bewegungen dürften hierbei im Aufeinandertreffen der ozeanischen Farallon-Platte auf die ebenfalls ozeanische Kula-Platte – beides Vorläufer der Pazifischen Platte – sowie in deren anschließender Subduktion unter die kontinentale Nordamerikanische Platte zu suchen sein.
Da die Sevier-Gebirgsbildung räumlich und zeitlich so eng mit der Laramischen Gebirgsbildung verwoben ist, werden die beiden Phasen häufig verwechselt. Verallgemeinernd lässt sich sagen, dass die Sevier-Gebirgsbildung eine kompressive tektonische Phase darstellt, die sich generell weiter westlich von der Laramischen Gebirgsbildung entfaltete, und dabei als Scherbahnen meist mechanisch „schwache“ Schichtgrenzen im aufliegenden paläozoischen und mesozoischen Deckgebirge benutzte. Die Einengung der Kruste hatte zur Folge, dass die entstandenen Druckspannungen auf mechanisch schwächere Sedimentfolgen übertragen wurden und dünnlagige Überschiebungen erzeugten, die mit der Zeit immer mehr gen Osten vorrückten. 
Dieses tektonische Verhalten unterscheidet sich stark von dem der Laramischen Gebirgsbildung. Bei dieser kam es zu blockartigen Hebungen des Grundgebirges, die meist an bereits vorhandenen Verwerfungen erfolgten. Die dabei benutzten Schwächezonen des Grundgebirges waren bereits während des Auseinanderbrechens (kontinentales Rifting) des Superkontinents Rodinia oder dem daran anschließenden Gebirgsbildungsprozess der so genannten Ancestral Rocky Mountains, den Vorläufern der Rocky Mountains, angelegt worden.
Die Sevier- und auch die Laramische Gebirgsbildung erlosch zu dem Zeitpunkt, an dem die am westlichen Kontinentalrand von Nordamerika stattfindende Subduktion ihr Ende nahm.